# 警防団

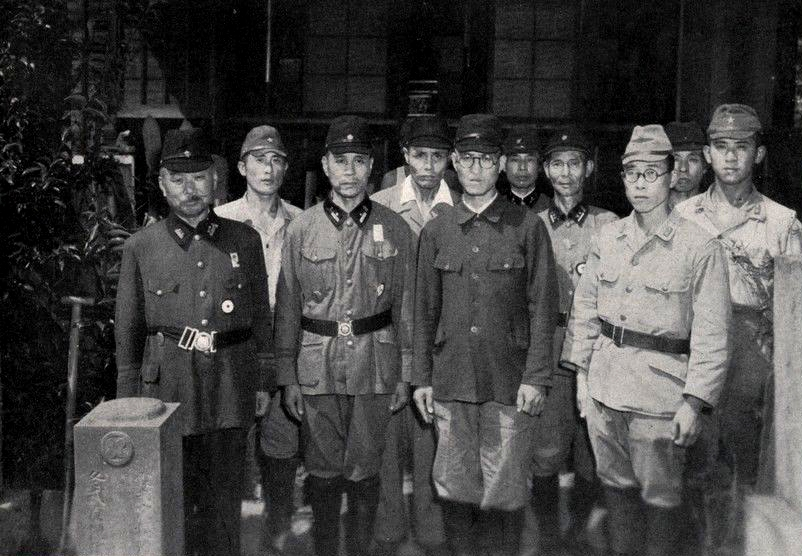
陸軍兵士や民間人と写る警防団員（黒襟の人物）。階級章は前列左より警防団長、班長。二列目に部長、その左奥に警防員（1945年9月、米海軍撮影）

警防団（けいぼうだん）とは、第二次世界大戦勃発直前の1939年（昭和14年）に「警防団令」（1月25日公布、4月1日施行）を根拠として、主に空襲或いは災害から市民を守るために作られた団体である。警察および消防の補助組織としての任務が課されていた。
日本の敗戦に伴って存在意義が薄くなったため1947年（昭和22年）に廃止され、消防団に改組移行された。

## 概要
警防団の設立以前には現在の消防団に相当する「消防組」という組織があり、水火消防の任務を担っていた。警防団令施行に伴い、従来の「水火消防」に加え「防空監視」、「警報発令」、「灯火管制」、「警戒・警護」、「交通整理」、「被災者の応急救護」、「毒ガスに対する防護」、「被災者の避難所の管理」 等の役割を追加して改組された。

## 組織と階級
警防団は原則として団本部―各分団―部―班という編成とすることとなっていたが、設置権者である地方長官（現在の知事）および設置主体である市町村や監督指導する府県警察部の規模により編成には相当の地域差があった。このため、「典型的な警防団の組織編成」といったものを例示することは困難である。
なお、警防団令によって定められた警防団員の階級は上位から順に団長、副団長、分団長、部長、班長、警防員であったが、実際には団の編成により副分団長や副部長、副班長といった階級が設けられている場合もあった。この場合、副分団長は分団長、副部長は部長、副班長は班長と同じ階級章（襟章）を用い、「副」の腕章を着用することとされた。また、分団長、部長、班長が置かれず、団長と副団長以外は全員の階級が警防員という場合もあった。

## 制服
警防団の制服には甲種と乙種の2種類が制定されていた。　
警防団員服制によれば詳細は以下の通りである。
甲種制服は帝国陸軍軍服の折襟・立折襟軍衣をモチーフにしたと思われるデザインであり、上衣、袴（ズボン）とも服地の色は濃茶褐色（カーキ色）で上衣の襟部分の色は黒色、胸の物入れ（ポケット）はプリーツ付き釦留め蓋付きの貼付型、腰の物入れは釦無し蓋付きの切れ込み型。階級章は独自のデザインの襟章と上着の袖章である（ただし、甲種制服のデザイン自体は警防団の前身である消防組の制服とも共通点が多く、消防組の制服を「国防色」と呼ばれたカーキ色に変えて階級章等のデザインを追加変更したとの見方もできる）。襟の階級章両脇には団本部のある自治体名の徽章が付く。腰には上衣の上から幅広のベルトを締めており、ベルトのバックルに警防団の徽章が入っていた。袴（ズボン）は短袴（乗馬ズボン）と長袴（スラックス）の2種類。制帽は黒色で陸軍の戦闘帽とほぼ同型の物に警防団のマークの帽章が付く（帽は全階級共通のデザイン・材質で階級や役職による差は一切ない）。また、制帽は従来の消防組の制帽（いわゆる官帽・軍帽と同様の型の帽子）の帽章のみを警防団の物に取り換えた物や、制服と同じカーキ色の生地で作った制帽に警防団の帽章を取り付けた物を着用している実例も当時の写真から確認できる。靴は規定では黒色革製短靴であるが、実際には長靴や地下足袋なども使用された。また、ゲートルは黒色または濃紺色の物である。
なお、甲種制服は現存する実物では資源の不足からか濃緑色や灰褐色等様々な色や雑多な材質の物が見られる。ポケットの形状についても制式とは異なる例が散見される。
乙種制服は黒色の法被、股引、腹掛であり、法被の左襟と背面に警防団名（例:○○町警防団）、右襟に職名（階級）を白色で染め出すこととされていた。警防団員の制服は繊維製品配給消費統制規則の適応外とされており、衣料切符なしで作製・購入が可能とされていた。しかし実際には前述の通り戦時下の物資不足から作製は思うように進まなかった。

## 警防団員の法的身分
現在の消防団員は地方公務員法において特別職公務員（非常勤の公務員）であるとの法的身分が明示されているが、警防団員の法的身分については警防団令等に明確な規定がなかった。このため、私怨から警防団員の活動を妨害した者が公務執行妨害容疑で逮捕、起訴されたが「警防団員は公務員であるとの法的根拠がないので公務執行妨害には該当しない」として争った裁判がある。この裁判は最終的に「警防団員は公務員であり、その職務を妨害することは公務執行妨害である」との判決が確定した。この判例により警防団員の法的身分がはじめて明確なものとなった。

## 備考
愛知県西尾市は1962年（昭和37年）に消防団を解団し、水防団と警防団に改編した。2団は同一のものであり水・警防団とも呼ばれる。